# 2021 au Liban
Chronologie du Liban
- 2017
- 2018
- 2019
- 2020
- 2021
- 2022
- 2023
- 2024
- 2025

Cet article présente les faits marquants de l'année 2021 au Liban.

## Évènements
- 4 février : le corps de l'intellectuel chiite modéré Lokman Slim, régulièrement menacé car il était opposé aux partis politiques chiites parfois violents Hezbollah et Amal, est retrouvé tué par balle dans sa voiture dans la région d'Al-Adoussiyeh (Gouvernorat du Liban-Sud), la piste d'un assassinat de la part du Hezbollah en raison des positions politiques de Slim est privilégiée par son entourage[1].
- 15 juillet : Le Premier ministre par intérim du Liban Saad Hariri démissionne après avoir à la fois échoué à former un nouveau gouvernement au cours des huit derniers mois et atteint une impasse avec le président Michel Aoun sur l'adoption de certains amendements constitutionnels. Des partisans d'Hariri et de son parti Mouvement du futur ont ensuite manifesté à Beyrouth , où ils se sont affrontés avec la police anti-émeute, et ont bloqué des routes à Tripoli et Tyr[2].
- 26 juillet : Najib Mikati est désigné par le parlement libanais pour être le nouveau Premier ministre, succédant au premier ministre par intérim Hassan Diab.
- 10 septembre : le gouvernement Najib Mikati entre en fonction.